# Arco (Idaho)
Arco és una població dels Estats Units a l'estat d'Idaho. Segons el cens del 2000 tenia 1.026 habitants.

## Demografia
Segons el cens del 2000, Arco tenia 1.026 habitants, 427 habitatges, i 269 famílies. La densitat de població era de 450,2 habitants per km².
Dels 427 habitatges en un 29,3% hi vivien nens de menys de 18 anys, en un 48,2% hi vivien parelles casades, en un 11,9% dones solteres, i en un 37% no eren unitats familiars. En el 34% dels habitatges hi vivien persones soles el 15,2% de les quals corresponia a persones de 65 anys o més que vivien soles. El nombre mitjà de persones vivint en cada habitatge era de 2,35 i el nombre mitjà de persones que vivien en cada família era de 3,04.
Per edats la població es repartia de la següent manera: un 27,9% tenia menys de 18 anys, un 6,8% entre 18 i 24, un 22,4% entre 25 i 44, un 25,8% de 45 a 60 i un 17,1% 65 anys o més.
L'edat mediana era de 40 anys. Per cada 100 dones de 18 o més anys hi havia 90,7 homes.
La renda mediana per habitatge era de 27.993 $ i la renda mediana per família de 34.688 $. Els homes tenien una renda mediana de 34.688 $ mentre que les dones 17.386 $. La renda per capita de la població era de 14.744 $. Aproximadament el 19,6% de les famílies i el 22,6% de la població estaven per davall del llindar de pobresa.

## Poblacions més properes
El següent diagrama mostra les poblacions més properes.